# Josep Casadevall i Medrano
Josep Casadevall i Medrano (Girona, 10 de setembre de 1946) és un advocat andorrà que va ser president de la secció tercera del Tribunal Europeu de Drets Humans i vicepresident d'aquest tribunal entre 2011 i 2015. Guanyà notorietat arran de les diverses sentències del tribunal que presidia contrària a l'aplicació de la doctrina Parot de l'Audiència Nacional espanyola.
Josep Casadevall nasqué el 1946 a Girona, fill d'un rellotger de la ciutat. Va estudiar dret a la Universitat de Madrid i es va diplomar el 1978. Alhora entre 1970 i 1980, va servir com a secretari general del Comú d'Andorra la Vella. Començà la seva carrera d'advocat el 1980 i ràpidament esdevingué secretari general del Col·legi d'Advocats d'Andorra abans d'arribar a ocupar-ne el càrrec de president el 1993. També va ser professor de dret entre 1985 i 1998 a la Universitat Nacional d'Educació a Distància.
De 1996 a 2008, Casadevall, que s'establí aleshores a Estrasburg, va ser el representant d'Andorra al Tribunal Europeu de Drets Humans, tribunal que aleshores no era permanent, que deu mirar que s'apliqui la Conveni europeu de drets humans. L'1 de febrer del 2008 ascendí a president de secció d'aquest organisme.
A més d'emetre una sentència contra la doctrina Parot, que demana que s'alliberi immediatament Inés del Río Prada, Casadevall va signar la sentència de la Unió Europea que condemnava l'estat espanyol, el qual ha anunciat que no acataria la decisió, per la seva violació de la llibertat d'expressió d'Arnaldo Otegi.